# Języki yuki

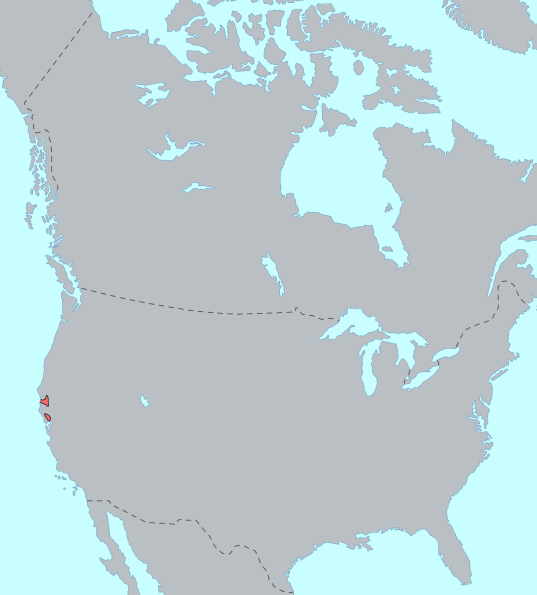
Lokalizacja języków yuki

Języki yuki (jukijskie, jukiańskie, yuki-wappo) – rodzina dwóch właściwie wymarłych języków północnoamerykańskich kalifornijskich Indian Yuki.

## Klasyfikacja
- język yuki – język martwy
  - dialekt yuki właściwy (yuki północny, yuki z Round Valley)
  - dialekt yuki wybrzeżny
  - dialekt huchnom (yuki znad Clear Lake)
- język wappo – prawie wymarły
  - dialekt wappo znad Clear Lake
  - dialekt wappo znad Russian River (dialekt zachodni)
  - dialekt północny
  - dialekt środkowy
  - dialekt południowy

Cztery ostatnie warianty wappo dotyczą Doliny Napa (Napa Valley).
| Grupy i języki                                | Liczba mówiących |
| --------------------------------------------- | ---------------- |
| Języki północnojukijskie (jukijskie właściwe) |                  |
| jukijski (yuki, yukai)                        | 0                |
| Języki południowojukijskie                    |                  |
| wappo                                         | 3                |